# 日本對福島核電廠事故的反應
日本對福島核電廠事故的反應是發生福島第一核電廠事故之後，日本國內對事件的後續反應和行動。內閣官房長官枝野幸男在3月16日早上表示，日方亦考慮向駐日美軍尋求協助，大韓民國同意向日本緊急提供53噸硼酸。天皇明仁在3月16日日間發表日本全國電視講話，對福島核電廠事故深切關注。而日本內閣總理大臣菅直人在3月18日表示，日本核危機正處於「刀口上」，電力公司人員及自衞隊等人，抱著必死的信念，用自己生命作最大努力，最終一定能夠戰勝困難。

## 日本國內

日本的電力傳輸分佈圖，顯示出幾個區域之間的不相容系統。

地震發生之後，內閣總理大臣菅直人即在官邸設立「緊急災害對策本部」，並指示所有內閣成員立即到官邸集合。菅直人要求万全应对此次地震，并命令防卫大臣北泽俊美派自卫队进行救援。应宫城县知事村井嘉浩的要求，內閣官房長官枝野幸男宣布於3月11日派遣自卫队前往地震发生地区参与救灾 ，防卫省设立地震灾害对策本部 。
天皇明仁在3月16日針對此次震災發表電視講話，表示為福島核電廠事故深切哀悼，核反應堆情況是無法預測，他呼籲民眾保持冷靜。他續說，這一場史無前例的大地震讓許多人遇難，許多人失去了家園。地震死難者人數每日上升，他為此感到痛心，希望國民不要放棄希望，要互助互愛，堅強地生活下去。

## IAEA的反应
日本政府于3月12日向国际原子能机构 (IAEA)通报了本次事故。IAEA的事故紧急中心提出日本必须不间断同各加盟国之间交换事故最新情报的方针，并表示只要日本政府需要将提供技术支援。
IAEA秘书长天野之弥日本时间3月13日凌晨用日语发表声明对「日本当局在情报搜集和安全保证」方面的努力予以一定赞赏，同时也表露出对今后动向的不安，希望海水注入炉心冷却能够获得成功。
日本政府根据IAEA的事故级别将此次事故定为「4」以上。
在IAEA各加盟国的一致要求下，日本时间3月14日深夜召开了紧急说明会。
对于日本政府将事故级别定为「4」这点，法国原子能安全委员会的拉库斯特委员长于3月14日表示，从日本目前提供的情报来看虽然没有切尔诺贝利核电站事故那样严重，但与三哩岛核泄漏事故相比应该定为级别「5」甚至级别「6」。
IAEA的天野秘书长14日的记者招待会上透露日本政府请求IAEA派遣专家的要求。至于本次事故是否危害超过切尔诺贝利核电站事故的问题，他表示本次事故反应堆和切尔诺贝利核电站构造不同，运转也已经停止，反应堆外壳爆炸不是核反应引起而是热量引起的化学现象，目前泄漏出的放射剂量还在一定范围之内。

## 東京電力公司
3月23日，《朝日新聞》早間版報導，東京電力（Tokyo Electric Power Co., 9501.TO）可能需要最高1萬億日圓用於維修地震中受損的核電站，並支付其他費用。該報導提到，日本三家大型銀行三菱東京日聯銀行、三井住友銀行、瑞穗實業銀行將於3月底向東京電力提供1千億日圓的緊急貸款，並考慮再向該社提供額外貸款。同時間，日本政府也準備通過關聯金融機構向東京電力發放貸款。
3月29日，在日本參議院預算委員會上，內閣總理大臣菅直人已聲明報廢這4座核反應堆（1至4號機組）的可能性。同日傍晚，內閣官房長官枝野幸男就東電的決定回覆記者：「客觀情況明擺在那裏」，認為報廢1至4號反應堆是理所當然的。幾天前枝野曾經表示，考慮到當地居民心情，5號、6號核反應堆也很難重新運行了。當記者再提及這兩座核反應堆將何去何從，枝野說：「在政府作出判斷之前，整體的客觀情況已經很清楚了，我沒有什麼可以說的」。
3月30日，東京電力會長勝俁恆久召開記者會，他表示「客觀地看1至4號機組(即核反應堆)的狀況，不得不將其廢棄」，並就福島核電站事故聲明道歉。對於電費漲價問題，勝俁恆久稱「基本上無法避免」，而網路民調顯示，日本民眾有超過70%皆反對漲價。

## 註腳
1. ↑  政府、官邸の危機管理センターに対策室設置 （页面存档备份，存于） 產経新聞 2011年3月11日閲覧
2. ↑  . 搜狐.   [2011-03-11]. （原始内容存档于2020-10-20）.
3. ↑  新浪. .   [2011-03-11]. （原始内容存档于2020-08-20）.
4. ↑  中天新聞. . 中時電子報. 2011-03-16  [2011-03-18]. （原始内容存档于2016-09-23） （中文（臺灣））.
5. ↑  星島. .   [2011-03-16]. （原始内容存档于2011-03-22）.
6. ↑  . 读卖新闻. 2011-03-13  [2011-03-15]. （原始内容存档于2011-03-15）.
7. ↑  . 产经新闻. 2011-03-13  [2011-03-15]. （原始内容存档于2011-03-17）.
8. ↑  . 读卖新闻. 2011-03-13  [2011-03-15]. （原始内容存档于2011-03-14）.
9. ↑  . 读卖新闻. 2011-03-13  [2011-03-15]. （原始内容存档于2013-07-02）.
10. ↑  . 日本电视台. 2011-03-14  [2011-03-15]. （原始内容存档于2020-08-03）.
11. ↑  . 毎日新闻. 2011-03-15  [2011-03-15]. （原始内容存档于2012-07-14）.
12. ↑  . 毎日新闻. 2011-03-15  [2011-03-15]. （原始内容存档于2012-07-11）.
13. ↑  朝日新聞. . 華爾街日報. 2011-03-23  [2011-03-24]. （原始内容存档于2018-01-19） （中文（繁體））.
14. 1 2  文雨. . BBC中文網. 2011-03-30  [2011-04-02]. （原始内容存档于2011-04-03） （中文（香港））.